# The Monster of Peladon
The Monster of Peladon (El monstruo de Peladon) es el cuarto serial de la 11.ª temporada de la serie británica de ciencia ficción Doctor Who, emitido originalmente en seis episodios semanales entre el 23 de marzo y el 27 de abril de 1974.

## Argumento
En el planeta Peladon hay una lucha de poder entre los mineros de trisilicato y la clase gobernante, con los mineros bajo el liderazgo de Gebek y Ettis que piden mejores condiciones. La gobernadora del planeta, la reina Thalira, hija del rey Peladon, simpatiza con ellos, pero sabe que su planeta es vital para proporcionar a la Federación Galáctica de la que son miembros el apoyo de guerra que necesitan. La Federación está en conflicto con una organización similar, la confederación de Galaxia Cinco. Los Pels comienzan a preocuparse cuando una visión de Aggedor, la bestia real, comienza a aparecer en las minas y matar mineros, incluyendo al ingeniero alienígena Vega Nexos. El canciller Ortron intenta convencer a la reina de que esto es un signo de desaprobación por la presencia alienígena en el planeta, pero ella no se convence.
Otra presencia alienígena llega a la ciudadela: la TARDIS, que lleva al Tercer Doctor y Sarah Jane Smith. Él recuerda haber visitado Peladon cincuenta años atrás cuando el planeta se unió a la Federación Galáctica, y está contento de encontrar un rostro familiar en Alpha Centauri, el embajador de la Federación. La reina conoce al Doctor por su padre, y le pide su apoyo intentando encontrar la causa de las manifestaciones de Aggedor. El supone que alguien está intentando interrumpir deliberadamente la producción de trisilicato, y parece que ha tenido éxito cuando los mineros deciden ponerse en huelga. Ettis entonces lidera un ataque a la armería de la Federación y consigue armas para los mineros huelguistas, lo que parece que va a dañar todavía más los almacenes de trisilicato, así que el ingeniero Eckersley, un humano a cargo de la refinería, pide tropas de la Federación para restaurar el orden.
Tanto los mineros como los líderes de Pel están incómodos con la noción de una ocupación de la Federación, especialmente cuando la fuerza de guerreros de hielo despliega su ira disparando a los Pels. La única preocupación del líder de la fuerza, el comandante Azaxyr, es mantener la producción de trisilicato. Se produce un realineamiento de la política Pel: Ortron y Gebek unen fuerzas para liberar el planeta de los marcianos. Ettis, sin embargo, se ha vuelto loco y muere intentando hacer explotar la ciudadela. Los guerreros de hielo entonces imponen la ley marcial en la capital, apresando a la reina y su corte, e incluso matando a Ortron cuando intenta escapar.
La verdad entonces se revela: Azaxyr y Eckersley son ambos agentes de Galaxia Cinco y han orquestado la crisis y la ocupación como forma de controlar los suministros de trisilicato. La aparición de Aggedor era solo una imagen creada para apoyar el pánico. Gebek ahora lidera a los Pels en un asalto final contra los guerreros de hielo, y Azaxyr y los otros invasores mueren. Eckersley en persona es asesinado por el verdadero Aggedor cuando ataca a la reina, aunque por desgracia la bestia muere en el proceso. Llega a Peladon la noticia de que Galaxia Cinco ha capitulado, su estratagema en Peladon se ha agotado, y la reina Thalira intenta reconstruir la sociedad Pel cuando nombra a Gebek su nuevo canciller. Como siempre, el Doctor y Sarah desaparecen sin hacer ruido.

### Continuidad
Esta historia es una secuela de The Curse of Peladon, y trata el mismo tema de una cultura asentada en credos tradicionales que se enfrenta al shock de nuevas ideas alienígenas. 

## Producción
| Episodio          | Fecha de emisión    | Duración | Espectadores en millones | Estado en el archivo  |
| ----------------- | ------------------- | -------- | ------------------------ | --------------------- |
| Episodio 1        | 23 de marzo de 1974 | 24:59    | 9,2                      | Cinta original en PAL |
| Episodio 2        | 30 de marzo de 1974 | 23:26    | 6,8                      | Cinta original en PAL |
| Episodio 3        | 6 de abril de 1974  | 24:47    | 7,4                      | Cinta original en PAL |
| Episodio 4        | 13 de abril de 1974 | 24:50    | 7,2                      | Cinta original en PAL |
| Episodio 5        | 20 de abril de 1974 | 23:56    | 7,5                      | Cinta original en PAL |
| Episodio 6        | 27 de abril de 1974 | 23:48    | 8,1                      | Cinta original en PAL |
| [ 1 ] [ 2 ] [ 3 ] |                     |          |                          |                       |

El mineral recibió el nombre de trisilicato porque Barry Letts vio el nombre en la parte trasera de un tubo de pasta de dientes como uno de los ingredientes.

## Lanzamientos en VHS, DVD y CD
El serial se publicó en VHS el 27 de diciembre de 1995. Se publicó en CD con narración de Elisabeth Sladen el 3 de marzo de 2008. El 18 de enero de 2010 se publicó en DVD una compilación titulada Peladon Tales, con esta historia y The Curse of Peladon.